# 자라 컬리

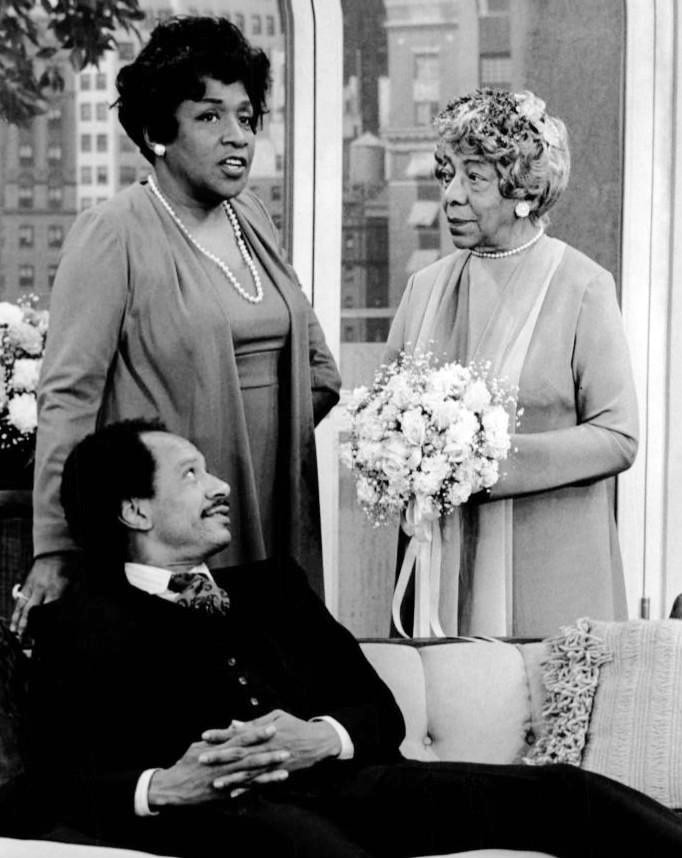
컬리 (오른쪽)

자라 컬리(Zara Cully, 1892년 1월 26일 ~ 1978년 2월 28일)는 미국의 배우, 연극 배우, 텔레비전 배우, 영화배우이다.
미국 메사추세츠주 우스터에서 태어났으며 로스앤젤레스에서 사망하였다. 사인은 폐암이다. 포리스트 론 메모리얼 파크에 매장되었다.

## 영화
- 죽음의 묵시록 (1971년)
- 진정한 해방 (1970년)
- 올 인 더 패밀리 (1968년) - 마더 제퍼슨 역
- 우리 생애 나날들 (1965년)